# Getskär, Nagu
Getskär är en ö nära Knivskär i Nagu,  Finland. Den ligger i Skärgårdshavet i Pargas stad i den ekonomiska regionen  Åboland i landskapet Egentliga Finland, i den sydvästra delen av landet. Ön ligger omkring 4 kilometer öster om Knivskär, 21 kilometer sydost om Nagu kyrka, 50 kilometer söder om Åbo och omkring 160 kilometer väster om Helsingfors. Närmaste allmänna förbindelse är förbindelsebryggan vid Knivskär som trafikeras av M/S Nordep.
Öns area är 10,4 hektar och dess största längd är 0,6 kilometer i nord-sydlig riktning. Ön höjer sig omkring 20 meter över havsytan.